# Federazione cestistica dell'Iraq
La Federazione cestistica dell'Iraq è l'ente che controlla e organizza la pallacanestro in Iraq.
La federazione controlla inoltre la nazionale di pallacanestro dell'Iraq e ha sede a Baghdad.
È affiliata alla FIBA dal 1948 e organizza il campionato di pallacanestro dell'Iraq.